# Municipio de Woodland (Dakota del Sur)
El municipio de Woodland (en inglés: Woodland Township) es un municipio ubicado en el condado de Clark en el estado estadounidense de Dakota del Sur. En el año 2010 tenía una población de 63 habitantes y una densidad poblacional de 0,68 personas por km².

## Geografía
El municipio de Woodland se encuentra ubicado en las coordenadas 45°1′27″N 97°49′1″O / 45.02417, -97.81694. Según la Oficina del Censo de los Estados Unidos, el municipio tiene una superficie total de 93.02 km², de la cual 90,78 km² corresponden a tierra firme y (2,4 %) 2,23 km² es agua.

## Demografía
Según el censo de 2010, había 63 personas residiendo en el municipio de Woodland. La densidad de población era de 0,68 hab./km². De los 63 habitantes, el municipio de Woodland estaba compuesto por el 100 % blancos. Del total de la población el 0 % eran hispanos o latinos de cualquier raza.